# جورج ويتاكر
جورج ويتاكر (بالإنجليزية: George Whittaker)‏ هو مجدف بريطاني، ولد في 6 ديسمبر 1981.